# Châtillon-en-Michaille
Châtillon-en-Michaille era una comuna francesa que estaba situada en el departamento de Ain, de la región de Auvernia-Ródano-Alpes, que el 1 de enero de 2019 pasó a formar parte de la comuna nueva de Valserhône como comuna delegada.

## Historia
Fue creada en 1973 con la unión de las comunas de Châtillon-de-Michaille, Ochiaz y Vouvray.
A fines del siglo XX y principios del XXI recuperó su papel de centro comercial mediante una política de impuestos bajos que ha llevado a la implantación de grandes superficies comerciales.

## Demografía
| Gráfica de evolución demográfica de Châtillon-en-Michaille entre 1975 y 2018 |
|                                                                              |

Los datos demográficos contemplados en este gráfico de la comuna de Châtillon-en-Michaille se han cogido de 1975 a 1999 de la página francesa EHESS/Cassini, y los demás datos de la página del INSEE.